# Sheila (Vorname)
Sheila ist ein weiblicher Vorname.
Der Name ist die englische Form von Síle, einer irischen Variante des Namens Cäcilie.

## Namensträgerinnen
- Sheila Allen (1930–2009), britische Soziologin
- Sheila Allen (1932–2011), britische Schauspielerin
- Sheila Cooper (1960–2021), kanadische Jazzmusikerin (Gesang, Altsaxophon, auch Flöte, Komposition)
- Sheila Cecilia Escovedo (* 1957), US-amerikanische Perkussionistin, Schlagzeugerin und Sängerin
- Sheila Frahm (* 1945), US-amerikanische Politikerin (Republikanische Partei)
- Sheila Gaff (* 1989), deutsche Kampfsportlerin (MMA-Kämpferin) in der Gewichtsklasse Strohgewicht
- Sheila Gish (1942–2005), britische Theater- und Filmschauspielerin
- Sheila Hancock (* 1933), englische Schauspielerin und Autorin
- Sheila Heti (* 1976), kanadische Schriftstellerin
- Sheila Hicks (* 1934), US-amerikanische bildende Künstlerin
- Sheila Jackson Lee (1950–2024), US-amerikanische Politikerin (Demokratische Partei)
- Sheila Jeffreys (* 1948), britisch-australische Feministin und Politikwissenschaftlerin
- Sheila Jordan (1928–2025), US-amerikanische Jazz-Sängerin
- Sheila Jozi (* 1984), deutsche Volksmusik- und Schlagerinterpretin persischer Abstammung
- Sheila Kelley (* 1961), US-amerikanische Schauspielerin
- Sheila Kuehl (* 1941), US-amerikanische Politikerin und Schauspielerin
- Sheila Levrant de Bretteville (* 1940), US-amerikanische Grafikdesignerin, Feministin und Pädagogin
- Sheila de Liz (* 1969), US-amerikanisch-deutsche Gynäkologin und Autorin
- Sheila McCarthy (* 1956), kanadische Schauspielerin
- Sheila Moore (* 1938), kanadische Schauspielerin
- Sheila Och (1940–1999), tschechisch-deutsche Kinderbuchautorin
- Sheila O’Donnell (* 1953), irische Architektin
- Sheila O’Flanagan (* 1958), irische Schriftstellerin und Journalistin
- Sheila Sherlock (1918–2001), britische Medizinerin, Expertin im Bereich der Lebererkrankungen
- Sheila Taormina (* 1969), US-amerikanische Schwimmerin, Triathletin und Fünfkämpferin
- Sheila Vand (* 1985), US-amerikanische Schauspielerin
- Sheila Walsh (* 1956), britische Sängerin, Songschreiberin, Predigerin, Autorin und Talkshow-Moderatorin
- Sheila Young (* 1950), US-amerikanische Eisschnellläuferin und Radrennfahrerin

Künstlername:
- Sheila, eigentlich Annie Chancel (* 1945), französische Pop-Sängerin

## Nachweise
1. ↑  https://www.behindthename.com/name/sheila